# Glikozoaminoglikany
Glikozaminoglikany (GAG) - grupa związków chemicznych - polisacharydy, które są zbudowane z powtarzających się jednostek dwucukrowych, z których jedna reszta to zawsze aminocukier, a druga to kwas uronowy. Niemal wszystkie GAG zawierają dodatkowo grupę siarczanową. W połączeniu z białkami tworzą proteoglikany.
Glikozaminoglikany i proteoglikany stanowią elementy strukturalne organizmów żywych, mogą też pełnić rolę związków biologicznie aktywnych, odpowiedzialnych za rozmaite reakcje. 
Do przedstawicieli tej grupy związków zalicza się:
- siarczan chondroityny
- siarczan keratanu I i II
- heparynę
- siarczan heparanu
- siarczan dermatanu
- kwas hialuronowy